# Weishi
Weishi is een arrondissement in Henan, Volksrepubliek China. Het staat onder gezag van de stad Kaifeng. Weishi had in 2002 850.000 inwoners. De pagode van Xingguotempel (尉氏兴国寺塔) staat sinds 2006 op de Chinese monumentenlijst.

## Bekend persoon uit Weishi
- Liu Hongen (劉鴻恩)